# Károly Szabó

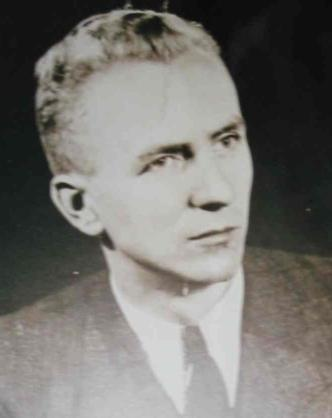
Károly Szabó (1944)

Károly Szabó (* 17. November 1916; † 28. Oktober 1964) war ein ungarischer Angestellter der schwedischen Botschaft in Budapest zwischen 1944 und 1945. Er war Mitarbeiter von Raoul Wallenberg, der dadurch Bekanntheit erlangte, dass er durch seinen Einsatz zur Rettung ungarischer Juden während des Holocausts aktiv war. Szabó war dabei sehr wertvoll, weil er besondere Kontakte zur Polizei in Budapest hatte.
In Vorbereitung eines stalinistischen Schauprozesses zum Tode von Raoul Wallenberg 1953, bei dem dessen Tod einer zionistischen Verschwörung zugerechnet werden sollte, wurde er mehrere Monate gefangen gehalten und gefoltert. Szabó besuchte danach einige der von ihm Geretteten und starb 1964 nach einem Schlaganfall.

## Rettungsaktionen

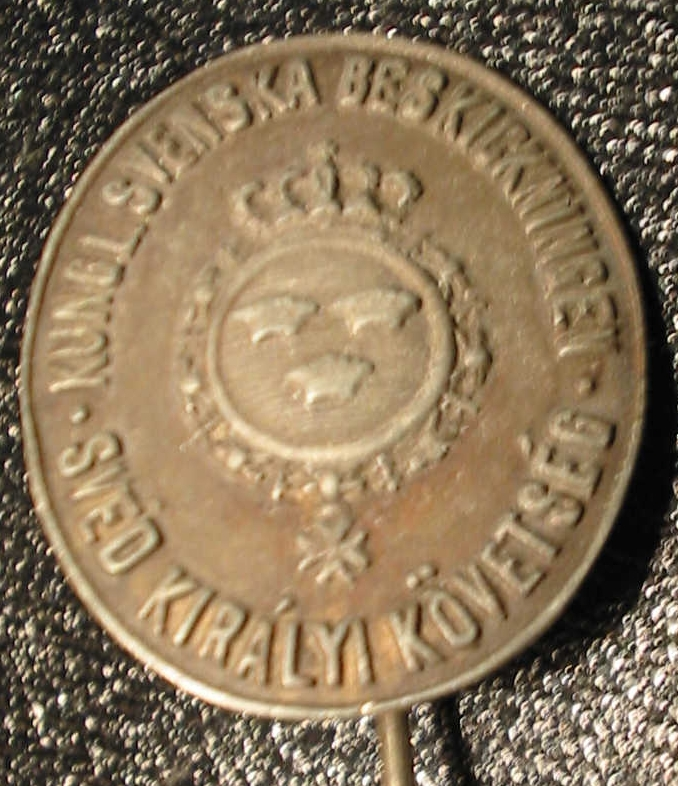
Schwedische Botschaft, Mitarbeiter-Anstecknadel von Karoly Szabo

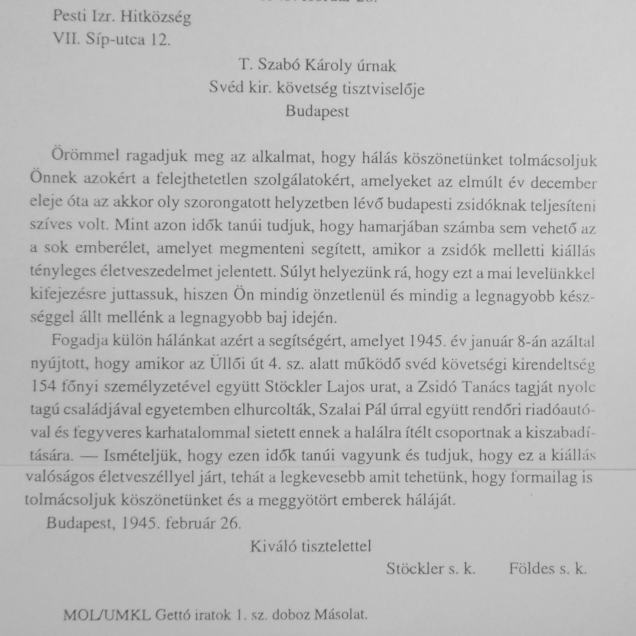
Dokument des Ungarischen Staatsarchivs. Brief an Karoly Szabo mit Dank für die Rettung von 154 Personen und der achtköpfigen Familie von Lajos Stöckler Präsident der Israelitischen Gemeinde. Die Rettung war für Karoly Szabo lebensgefährlich, steht im Text (erhalten von Tibor Farkas Holocaust Museum Melbourne mit dem Buch des Archivars im Ungarischen Staatsarchiv Szekeres).

Der Psychoanalytiker Otto Fleischmann motivierte Károly Szabó, bei den Rettungsaktionen von Raoul Wallenberg mitzuarbeiten. Eine „Verkleidung“ mit Ledermantel war eine absichtliche Inszenierung als „Geheimpolizist“ durch den Psychologen Fleischmann. Károly Szabó war blond, hatte blaue Augen und durch seinen Pfadfinder-Freund Pál Szalai besondere Verbindungen zur ungarischen Polizei, und dieser verschaffte ihm wichtige Dokumente, vor allem Vollmachten. Sein Ruf in der jüdischen Gemeinde war als der „Mann im Ledermantel“. Szabó stellte dabei die Verbindung von Szalai zu Wallenberg her.
Im Nachlass von Otto Fleischmann befindet sich ein Bericht, nach dem die erste erfolgreiche Aktion Károly Szabós als „Geheimpolizist“ die Rettung des Lebens von Otto Fleischmann und Pál Hegedűs im Dezember 1944 war.
Am 1. Januar 1945 konnte Wallenberg mit Hilfe von Szabó 80 Bewohner des Hauses in der Révay utca retten.
Die schwersten Angriffe durch Kommandos der Pfeilkreuzler auf unter dem Schutz der schwedischen Botschaft stehende Häuser erfolgten am 8. Januar 1945. Ungefähr 180 Juden wurden aus dem Haus Jókai utca 1 verschleppt, in den folgenden Tagen an der Donau oder in den Straßen Budapests erschossen. Ein weiterer Überfall galt dem Haus Üllői út, ein großes, mehrgeschossiges Haus, in dem Wallenbergs Büro lag, und in dem Büroangestellte und jüdische Familien wohnten. Die dort lebenden jüdischen Familien wurden in eine Kaserne, ein Untergrundquartier der Pfeilkreuzler, zwischen Üllöi út und dem Donauufer verbracht. Dort wurden ihnen die Wertsachen abgenommen. Szabó, der von einem Mitarbeiter Wallenbergs über diese Aktion informiert worden war, verwies gegenüber der Todesschwadron der Pfeilkreuzler auf seine Polizeivollmachten und konnte die weitere Durchführung der Aktion unterbinden. Einige Augenzeugenberichte in der Literatur sprechen in diesem Zusammenhang nur von Szabó, andere von Szalai und Szabó. Da bereits kleinere Gruppen an das Donauufer geführt worden waren, fuhren Szalai und Szabó mit weiteren Polizeioffizieren, Lastwagen und Polizeifahrzeugen zum Donauufer, wo die geplante Erschießungsaktion durch das Eingreifen von Szalai und Szabó beendet wurde. Von Zeugen wurde Szabó dabei als der „Mann im Ledermantel“ beschrieben. Die jüdischen Familien wurden von Szabó zurück in das Haus in der Üllői út gebracht. Szalai und Szabó konnten durch ihr Eingreifen bei dieser Aktion alle bedrohten Juden retten.
Unter den 154 Geretteten waren auch Lajos Stöckler und Familie, Erwin Koranyi und seine Frau, die Familie Jakobovics, Edith und Lars Ernster, Jacob Steiner, Eva Löw und Anna Klaber. Lars Ernster wurde später Chemiker, Professor und Mitglied des Nobel-Komitees in Schweden, Jacob Steiner wurde Biologe und Professor an der Hebräischen Universität, Eva Löw und Anna Klaber wurden Ärzte in Basel. Der Vater von Jacob Steiner konnte nicht gerettet werden, er wurde am 25. Dezember 1944 am Donauufer erschossen.
Erwin Koranyi hat seine Rettung in einem Buch beschrieben. Zitate im Buch Chronicle of a Life über die Rettung am Donauufer: „Die Polizisten haben ihre Waffen an die Pfeilkreuzler gerichtet. Ein Polizeioffizer dabei war Pál Szalai, der mit Raoul Wallenberg kooperiert hat, ein anderer im Ledermantel war Karoly Szabo. In unserer Gruppe unter den Geretteten habe ich auch Lajos Stoeckler gesehen.“
Pál Szalai erhielt am 7. April 2009 für die Rettung des Ghettos in Budapest mit Hilfe des deutschen Generals Gerhard Schmidhuber die Auszeichnung Gerechter unter den Völkern. Schmidhuber hatte eingegriffen, als sich sowjetische Truppen dem Budapester Ghetto näherten. Szabó hatte im Vorfeld gemeinsam mit Szalai Überlegungen getroffen, was gegen einen geplanten Angriff auf das Ghetto zu unternehmen sei. Einige Quellen gehen weitergehend davon aus, Szabó sei von Szalai zu Wallenberg geschickt worden und habe von diesem eine schriftliche Mitteilung für Schmidhuber erhalten.

## Geheimprozess 1953 in Ungarn
In einem Schauprozess sollte nachgewiesen werden, dass Wallenberg im Januar 1945 nicht in die Sowjetunion verschleppt wurde. Es wurde alles für einen Prozess vorbereitet mit „Beweisen“ für eine zionistische Verschwörung gegen Wallenberg. Drei Personen aus der Führung des Zentralrates der Juden in Budapest, László Benedek, Lajos Stöckler und Miksa Domonkos sowie die beiden „Augenzeugen“ Pál Szalai und Károly Szabó, wurden verhaftet. Károly Szabós Verhaftung am 8. April 1953 erfolgte aus einem Hinterhalt auf der Straße. Er war, ohne Spuren zu hinterlassen, verschwunden, seine Familie erhielt sechs Monate keine Nachricht von ihm.
Wallenberg hatte drei Gäste zum letzten Abendessen in Budapest, „to say goodbye“: Am 12. Januar 1945 erschienen Ottó Fleischmann, Károly Szabó und Pál Szalai in der Schwedischen Botschaft in der Gyopár Straße. Am nächsten Tag, am 13. Januar 1945, meldete sich Wallenberg bei den Russen und wurde nach Moskau verschleppt. Ottó Fleischmann lebte nach dem Krieg in Wien.
Es war ein Geheimprozess ohne Anklage, die Akten wurden später größtenteils vernichtet. Die ungarische Journalistin Mária Ember hat Anfang der 1990er-Jahre in Moskau recherchiert und mehrere Veröffentlichungen sowie eine Wallenberg Ausstellung zu den Prozessvorbereitungen in Budapest organisiert. In einer Notiz auf höchster Ebene von Ernő Gerő an Mátyás Rákosi („Stalins bester Schüler“ in Ungarn) vom 1. März 1953 im ungarischen Nationalarchiv MOL 276.f. 56/184 wurde die „zionistische Führung“ des Zentralrates der Juden in Ungarn als „Mörder von Wallenberg“ bezeichnet.
Nach sechs Monaten Verhören und Folter waren die Gefangenen gesundheitlich zu Grunde gerichtet, psychisch verzweifelt und erschöpft. Initiiert wurde der Schauprozess aus Moskau, anknüpfend an die Prozesse rund um die sogenannte Ärzteverschwörung. Nicht sofort nach Stalins Tod im März 1953, sondern erst nach der Ausschaltung und Liquidierung von Lawrenti Beria († 23. Dezember 1953) wurden die Vorbereitungen in Budapest abgebrochen. Die Verhafteten wurden je nach Gesundheitszustand wegen der notwendigen „Wiederherstellung“ etwas verzögert entlassen. Miksa Domonkos starb kurz nach seiner Entlassung an den Folgen der Folter.

## Postume Auszeichnungen

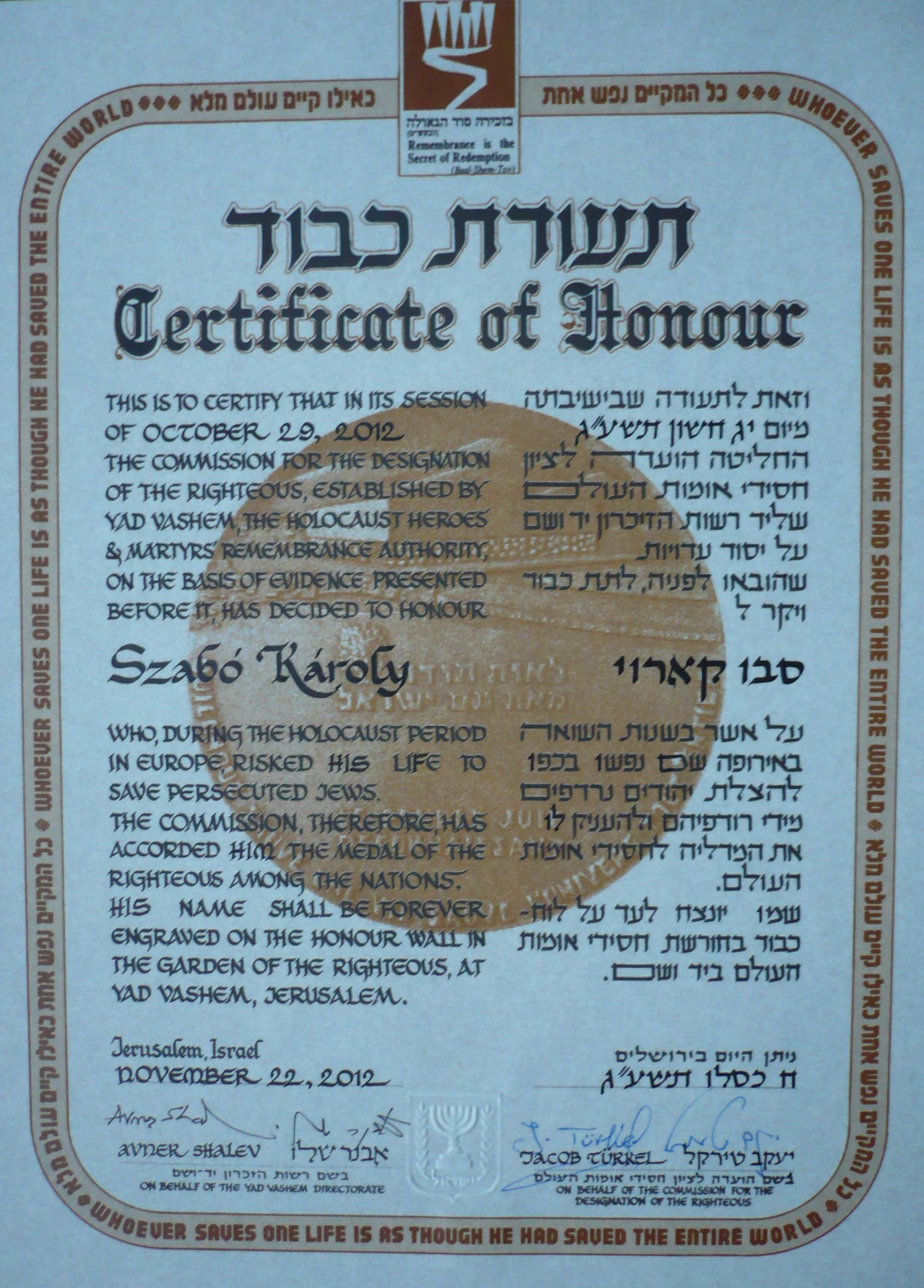
Károly Szabó „Gerechter“

- Am 4. August 2010 fand eine Gedenkfeier zu Károly Szabó seligen Gedenken statt. Redner waren Szabolcs Szita, Aliza Bin-Noun Botschafterin von Israel, John Hóvári Botschafter, Schweitzer Joseph National Rabbi in Ruhestand.[18]
- Am 12. November 2012 wurde er als Gerechter unter den Völkern ausgezeichnet.[19]
- Am 6. Dezember 2012 fand eine Gedenkveranstaltung in der Ungarischen Akademie der Wissenschaften statt.
- Am 16. Dezember 2013 fand eine Feierstunde an der European Janusz Korczak Academy in München statt.